# Rezzo
Rezzo – miejscowość i gmina we Włoszech, w regionie Liguria, w prowincji Imperia.
Według danych na rok 2004 gminę zamieszkiwały 393 osoby, 10,6 os./km².